# Chapeau melon
Pour les articles homonymes, voir Chapeau melon (homonymie).

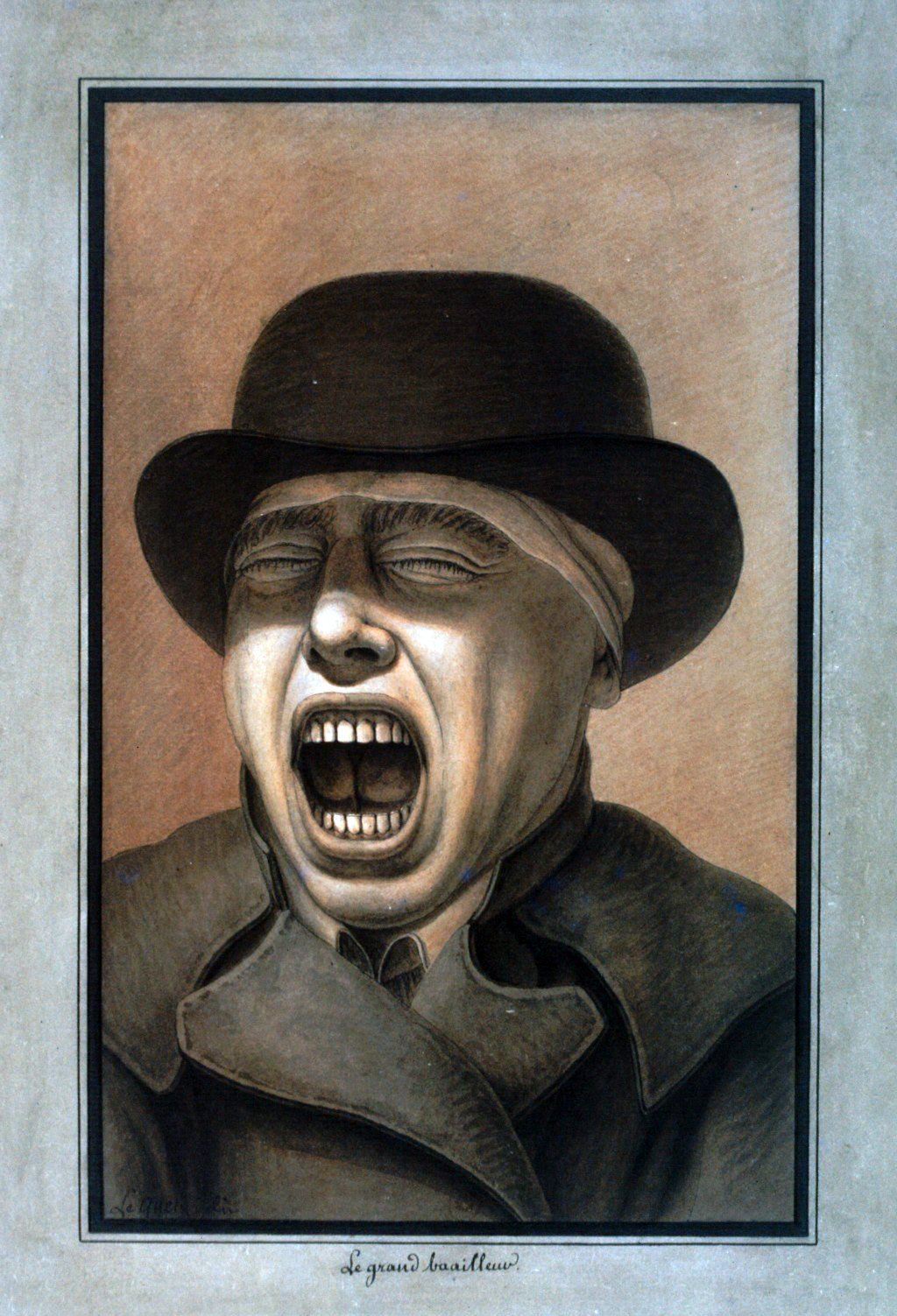
Bâilleur par Lequeu (XVIIIe siècle).

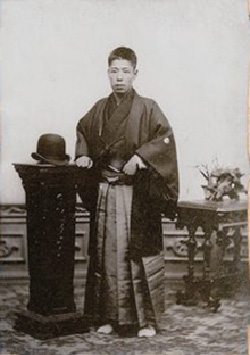
Homme debout, chapeau melon sur piédestal. Ambrotype japonais (1892).

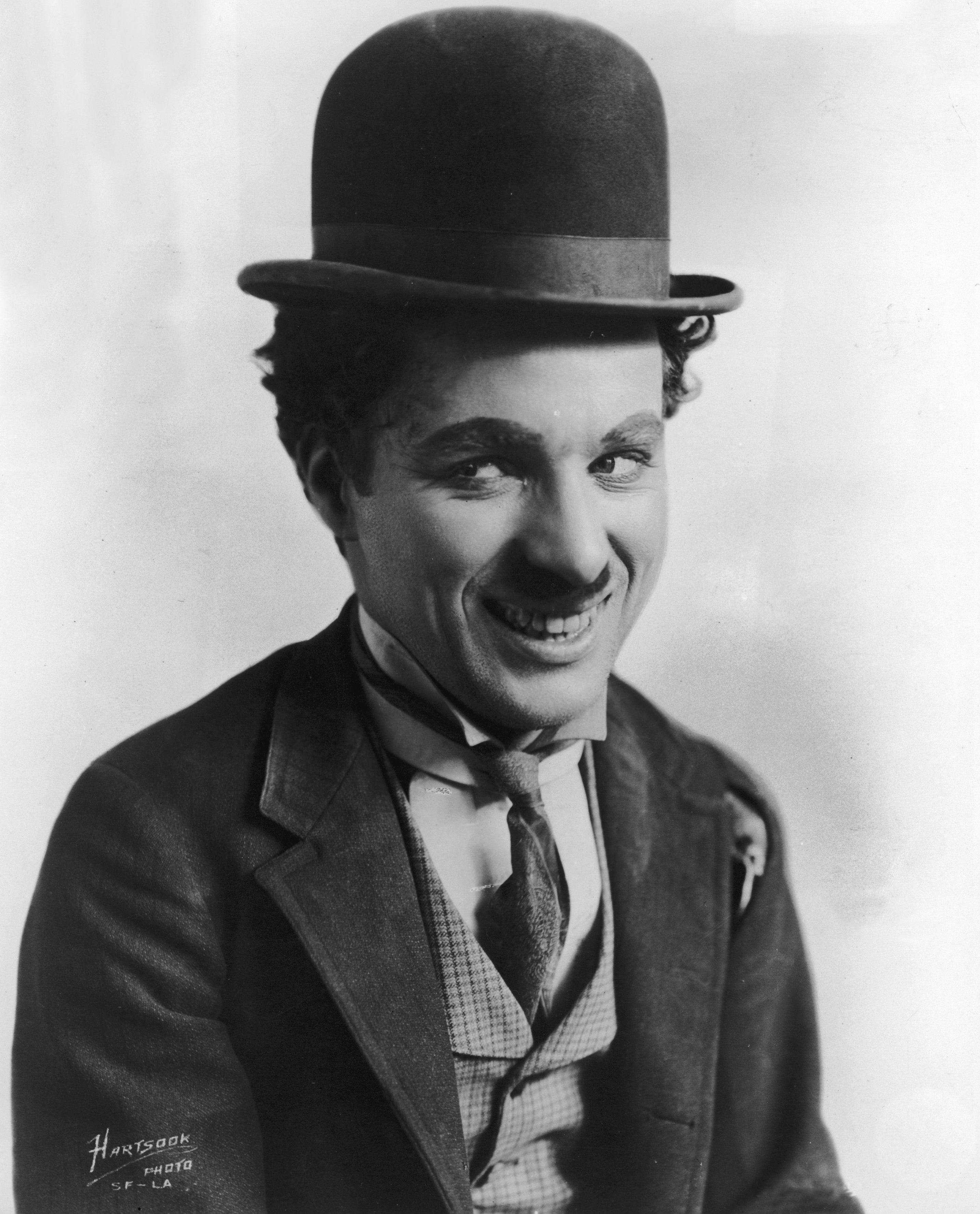
Charlot par Charlie Chaplin (1915)

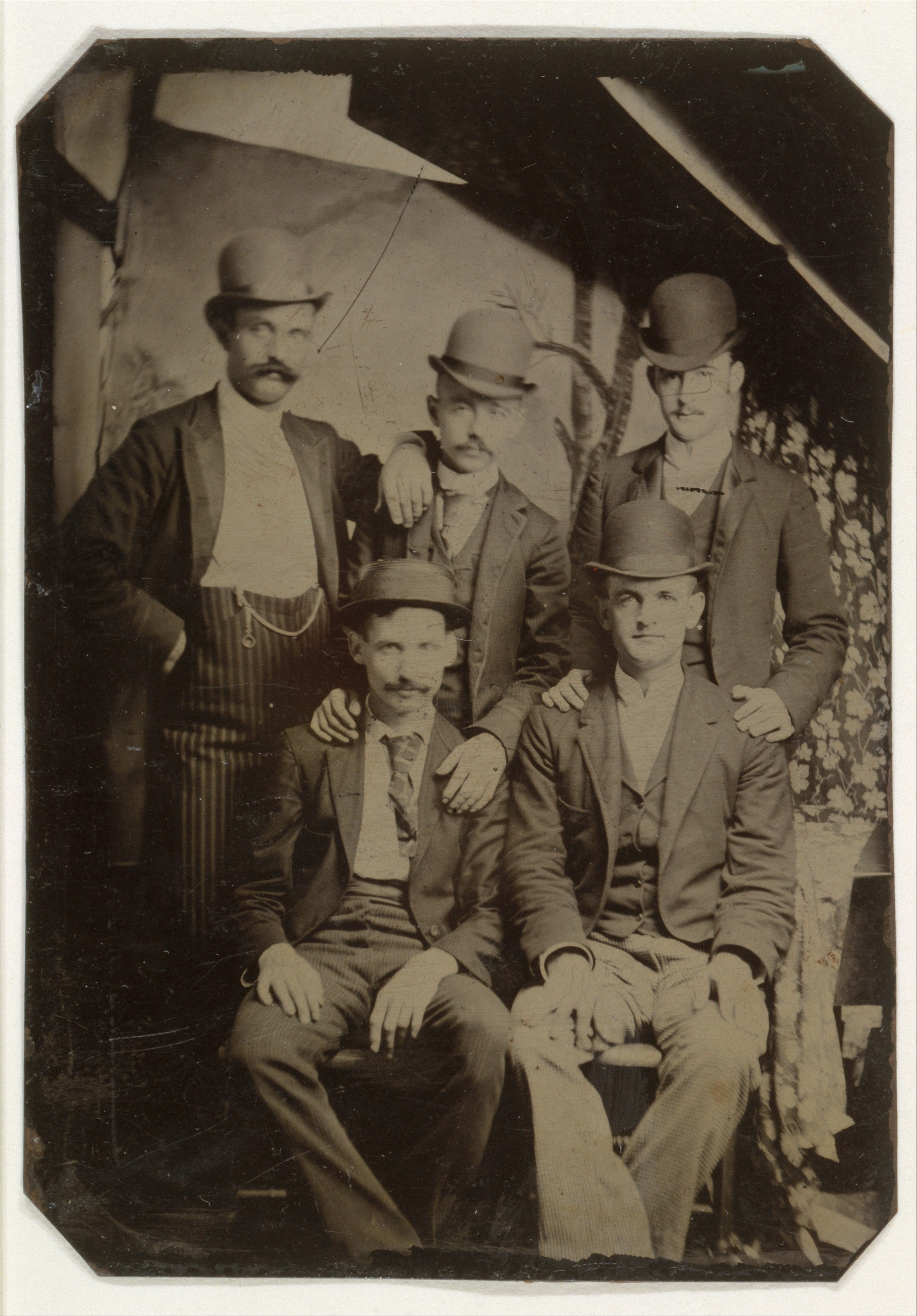
Membres du gang Wild bunch.

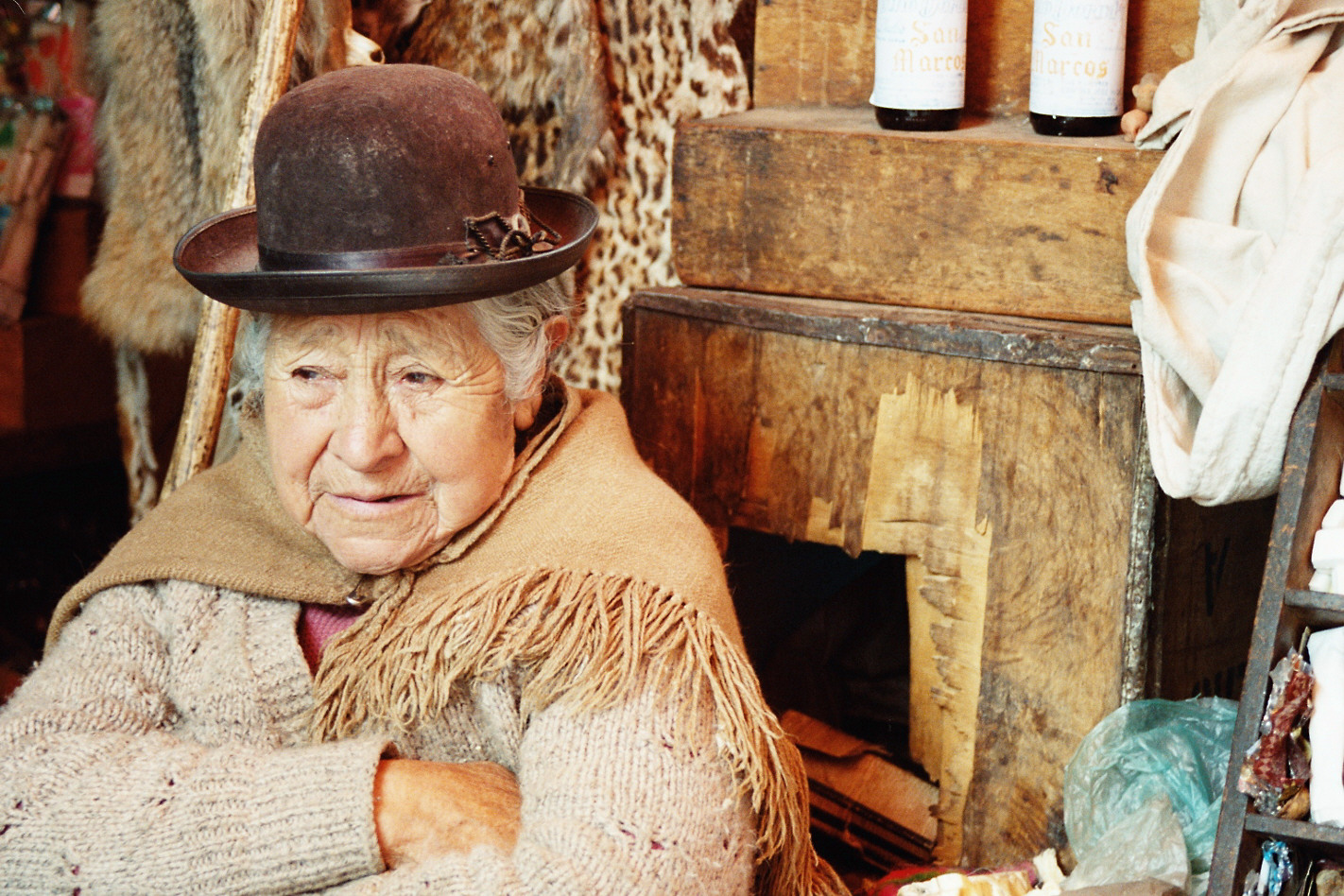
Vendeuse à La Paz (2005)

Un chapeau melon ou melon est un chapeau de feutre à coque rigide, bombée, et comportant de petits bords relevés. En Belgique, on l'appelle aussi chapeau boule.

## Histoire
L'origine du chapeau melon demeure incertaine.
L'une des plus anciennes représentations d'un homme portant une sorte de chapeau melon date du début du XVIe siècle (1506), et a été découverte en France dans le village du Beausset, département du Var,,. Intitulée « La Saumeto », signifiant ânesse en provençal, cette œuvre polychromique chrétienne en bois sculptée représente Joseph, curieusement coiffé d'un chapeau melon, conduisant en Égypte Marie et l'enfant Jésus portés par une ânesse. « La Saumeto » appartient à l'ensemble des ex-voto de la galerie du Beausset Vieux, classés monuments historiques en 1995. Toutefois, le chapeau melon stricto sensu possède des bords plus petits et relevés : il s'agit ici d'un chapeau rond et mou à plus larges bords.
Le port d'une forme quasi moderne de chapeau melon n'est pas rare en France à la fin du XVIIIe siècle et apparaît même sur certaines représentations. Certains modèles de chapeau rond à bords rigides existent toujours en Bretagne dans les costumes traditionnels et semblent remonter à cette époque.
L'actuel melon en feutre renforcé aurait été conçu à l'origine en Angleterre pour les travailleurs de force, domestiques et paysans, désireux de se protéger la tête, et afin de remplacer les chapeaux mous qui ne résistaient pas à certaines activités rurales.
Son premier nom fut Cokehat (prononcer cook) du nom du client qui l'avait commandé pour son garde forestier. Edward Coke, neveu du comte de Leicester, arrive à Londres le 17 décembre 1849 chez James Lock & Company et demande un modèle très spécial. Le chapeau se devait d'être résistant aux chocs, aussi rigide qu'un haut-de-forme mais moins haut (en effet, durant la chasse, ce chapeau avait tendance à heurter les branches). Lock & Co commanda aux frères Thomas & William Bowler la conception de ce modèle. Coke testa la solidité du chapeau en se mettant debout sur la calotte qui résista : il acheta l'objet pour 12 shillings.
Par la suite, ce nouveau type de chapeau prit le nom de bowler (qui veut aussi dire melon en anglais) car la firme Bowler Brothers  (Southwark) connut le succès, autant auprès de la gentry que des classes ouvrières. En 1862, le futur Edouard VII l'arbore durant la visite d'un hôpital.
La fabrication de cette coque renforcée passait par un processus chimique qui consistait à durcir le feutre grâce à une laque composée à l'origine d'une sorte de mélasse noire obtenue en mélangeant les sucs d'un insecte originaire d'extrême-orient et de l'alcool. Le feutre était ensuite moulé sur une tête en bois puis fini au papier de verre.
Originellement destiné aux manœuvres, de 1880 et 1920, le melon, accompagné d'une moustache soignée et d'un costume trois pièces, devient le symbole absolu de la respectabilité, en particulier en Angleterre. C'était également un symbole de mobilité sociale, recherché par ceux qui souhaitaient améliorer leur situation. Les hommes sortent avec le chapeau melon, et revêtent la jaquette et le nœud papillon.
Aux États-Unis, il est aussi connu sous le nom de chapeau Derby et fut porté par de nombreuses figures de hors-la-loi mythiques comme Butch Cassidy et Billy the Kid. De façon plus générale et contrairement à l'imagerie traditionnelle, le couvre-chef le plus populaire de la conquête de l'Ouest, le vrai « the hat that won the west »,, fut bien le bowler hat ou derby davantage que les chapeaux de cow-boy à larges bords de type Stetson. Surreprésentés dans les westerns, les cowboys, « tuniques bleues » et autres frontiersmen idéalisés par Buffalo Bill ne sont par ailleurs qu'une faible minorité dans la société de l'Ouest.
L'usage du chapeau melon s'estompe à partir des années 1950, supplanté par le borsalino, plus confortable.
En France de nos jours, le prix de Diane à Chantilly est un rendez-vous mondain où les hommes portent chapeau melon, gibus et hauts-de-forme et les femmes arborent les couvre-chefs les plus spectaculaires.
Dans certains pays d'Asie (Laos, Vietnam et Cambodge), le chapeau melon est porté par les hommes lors d'une demande en mariage. Il est le symbole de réussite sociale et de fécondité (sans doute en raison de sa forme).
Au Pérou et en Bolivie, beaucoup de femmes des peuples quechua et aymara portent le chapeau melon appelé bombín. Selon la légende, sa popularité est née d'une erreur. Au tournant du 20e siècle, une importante cargaison de chapeaux a été commandée en Europe pour les cheminots britanniques, mais ils étaient de la mauvaise couleur (marron au lieu de noir, qui était la couleur à la mode pour les messieurs à l'époque) Plutôt que de les renvoyer, les chapeaux ont été remis aux femmes aymara et quechua qui avaient migré vers les villes et qui étaient à la recherche d'une identité esthétique et culturelle. Certaines versions de l'histoire disent qu'on a dit aux femmes que le fait de porter le bombín aiderait à la fertilité.

## Emploi

### Au cinéma
- Le personnage Charlot par Charlie Chaplin avec son côté burlesque.
- Les inoubliables Laurel et Hardy qu'on n'imagine pas sans ce précieux chapeau melon
- Le commissaire Maigret porte le chapeau melon jusqu'à ce que le rôle soit joué par Jean Gabin (dans Maigret tend un piège, sorti en 1958).
- Film Goldfinger de Guy Hamilton, sorti en 1964. L'homme de main coréen Odjob de Auric Goldfinger utilise un chapeau melon aux bords renforcés, qu'il utilise pour briser la nuque de ses victimes en le jetant.
- Film L'Affaire Thomas Crown de Norman Jewison, sorti en 1968.
- Film Orange mécanique de Stanley Kubrick, sorti en 1971. Les droogies du film portent des couvres-chefs noirs, et Alex, le personnage principal, ainsi que son droogs Dim, portent des chapeaux melons.
- Film Malpertuis de Harry Kumel, sorti en 1971.
- Film Taxandria de Raoul Servais, sorti en 1994.
- Film Les Noces funèbres de Tim Burton, sorti en 2005. Bonejangles, un squelette avec un seul œil, porte un chapeau melon.

### Dans les séries de télévision
- John Steed le porte dans Chapeau melon et bottes de cuir (The Avengers).
- Chester Campbell le porte dans Peaky Blinders.
- Hercule Poirot le porte.
- Dans Les Brigades du Tigre, il est porté par de nombreux personnages.
- Dans Gotham, il est porté par Edward Nygma AKA l'homme mystère.

### Dans les dessins animés
- Dans la série les Shadoks, les Gibis sont coiffés d'un chapeau melon (Gibi = GB = Great Britain).
- Dans Le Roi et l'Oiseau de Grimault, il est le symbole de policiers stupides et bornés.
- Dans la série télévisée Les Aventures de Tintin, les Dupond et Dupont sont caractérisés par le port du chapeau melon.

### Au cirque
- Chez les clowns comme Achille Zavatta.
- Le mime Marcel Marceau portait le chapeau melon.

### Dans la bande dessinée
- Dans Little Nemo in Slumberland, avec Flip, le clown, le chapeau melon est associé à la folie.
- Dans Les Aventures de Tintin de Hergé, les personnages Dupond et Dupont le portent comme symbole de leur décalage.
- Dans les albums Bob et Bobette, le personnage de Lambique le porte  jusqu'en 1948.
- Dans l'album Astérix chez les Bretons il y a une allusion humoristique aux chapeaux melons portés par les Londoniens.
- Dans une série de dessins de Roland Topor il symbolise l'Homme dans des situations allégoriques désespérantes.
- Dans l'univers de Julius Corentin Acquefacques de Marc-Antoine Mathieu, il est porté par les policiers civils et religieux, et il est le symbole du dérèglement de la logique.
- Il est omniprésent dans l'œuvre de Fabrice Lebeault en particulier dans (Horologiom).
- Dans l'album La Déesse de Moebius il est aussi le symbole d'un système incohérent.
- Dans les albums Les deux du balcon et (vue d’artiste) de Francis Masse, il est porté par l'un des deux personnages qui dissertent sur la science selon une logique absurde.
- Illustrations de Robert Crumb sur lesquelles figurent de nombreux  personnages coiffés de chapeaux melon pour la publication Kafka de David Zane Mairowitz, aux éditions Actes Sud BD (première édition 1996, seconde édition 2007).
- Dans le roman graphique Ici Même de Jean-Claude Forest et Jacques Tardi, Arthur Même, le personnage principal est coiffé d'un chapeau melon.
- Dans l'univers des canards de Disney, Crésus Flairsou, rival de Balthazar Picsou, porte un chapeau melon.

### Dans la peinture
- L'Homme au chapeau melon de René Magritte.
- Le Fils de l'homme de René Magritte.
- Le chef-d'œuvre de René Magritte.
- Homme au chapeau melon assis dans un fauteuil de Pablo Picasso.

### Dans la musique
- Nate Dogg en portait très souvent.
- Andre 3000 d'OutKast en portait en début de carrière avec OutKast période Dirty South/G-funk.
- C-Murder en portait à une période.
- Le mouvement punk (et Skinhead dans une moindre mesure) en était friand.

### Dans la publicité
- En 2008, le fabricant allemand de chapeaux Hut Weber fait appel à l’agence de publicité Serviceplan, Munich/Hamburg, Germany (directeurs artistiques : Alexander Schill, Axel Thomsen). Deux portraits stylisés d’hommes figurent sur l’affiche. Ils ne différent que par la présence d’un chapeau melon sur l’un d’eux. On reconnait l'évocation d’Adolph Hitler à gauche et de Charlie Chaplin (coiffé du chapeau melon) à droite. Le chapeau melon permet de passer du côté du « bien ».

### Dans le design
- Le designer Jake Phipps est créateur de lampes chapeau melon en suspension ou pour table.

### Dans la littérature
- Le Chapeau melon, titre d'une nouvelle de l'écrivain bulgare Yordan Raditchkov. L'auteur décrit l'absurdité du régime totalitaire communiste à travers « l'œil » d'un chapeau melon.
- Dans le roman L'Insoutenable Légèreté de l'être de Milan Kundera, autour du chapeau melon de Sabina, véritable signe, se développe tout un réseau de significations qui se font écho.
- Le Ministre de la magie Cornelius Fudge porte un chapeau melon dans la saga Harry Potter.